# Дончик Андрій Віталійович
Андрій Віталійович Дончик (нар. 11 вересня 1961, Київ) — український кіно- й телережисер, продюсер. З 1999 року до травня 2004 року — головний режисер каналу «1+1». Заслужений діяч мистецтв України (2015). Нагороджений орденом за заслуги 3 ступеню. Член спілки кінематографістів, лауреат премії ім. П. Орлика. Володар призу кінокритиків Венеційського кінофестивалю 1992 року. Учасник Фестивалю Фестивалів в Торонто та Тегерані. Неодноразовий володар премії Телетріумф. Автор та режисер понад тисячі телепроєктів.
Генеральний директор Національної кіностудії імені Олександра Довженка (з 9 травня 2024 року).

## Життєпис
1983 року закінчив кінофакультет КДІТМ ім. Карпенка-Карого. Поставив фільми: «Володимир Сосюра» (1983), «Загибель богів» (1988, що отримав приз за найкращий дебют I Всеукраїнського кінофестивалю ім. І. Миколайчука), «Кисневий голод» (1992, приз кінокритики — Венеція, 1992; приз за найкращу чоловічу роль — Салоніки, 1992) і «Украдене щастя» (2004). Режисер програми «Телеманія» (1996), автор і режисер ток-шоу «Без табу» (Приз «Золота Ера» Національної телекомпанії України в номінації «найкраще ток-шоу 1997 року»). Лауреат Премії імені Пилипа Орлика (1994). Член Національної спілки кінематографістів України.
У жовтні 2014 році  був призначений головою Експертної ради з відбору кінопроєктів для надання державної фінансової підтримки на виробництво та розповсюдження національних фільмів при Держкіно.
З 2016 по 2018 роках  був членом Комітету з Національної премії України імені Тараса Шевченка
У 2018 був обраним на посаду голови Експертної ради з відбору кінопроєктів для надання державної фінансової підтримки на виробництво та розповсюдження фільмів патріотичного спрямування при Міністерстві культури.
2018 - 2021 був обраним на посаду Голови Ради з державної підтримки кінематографії.
З 2020 року професор за наказом майстер курсу КНУКім.
9 травня 2024 року Державним агентством з питань кіно було призначило Андрія Дончика, на посаду директора державного підприємства "Національна кіностудія художніх фільмів ім. Олександра Довженка".

## Режисура
Режисер наступних повнометражних та короткометражних фільмів, телефільмів та телесеріалів:
| Рік  | Назва                                 | Тип                      | Роль                | Мова                  | Примітки та відзнаки |
| ---- | ------------------------------------- | ------------------------ | ------------------- | --------------------- | --- |
| 1983 | Володимир Сосюра                      | документальний телефільм | Режисер             | Українська            | документальний телефільм про письменника Володимира Сосюру |
| 1988 | Загибель богів                        | Короткометражка          | Режисер             | Українська            | Приз за найкращий дебют I Всеукраїнського кінофестивалю ім. І.Миколайчука                                                                                            |
| 1991 | Кисневий голод                        | Повнометражний фільм     | Режисер             | Російська, Українська | Приз кінокритики — Венеційський кінофестиваль, 1992. Приз за найкращу чоловічу роль — Міжнародний кінофестиваль у Салоніках, 1992                                    |
| 2004 | Украдене щастя                        | Міні-серіал              | Режисер             | Українська            | Екранізація п'єси Івана Франка «Украдене щастя» |
| 2007 | Жага екстриму                         | Телефільм                | Режисер             | Російська             | Екранізація п'єси Анатолія Крима «Жага екстриму» |
| 2007 | Зірки в армії                         | Телефільм                | Продюсер            |                       | |
| 2008 | Актор                                 | Телефільм                | Режисер             | Українська            | |
| 2015 | Моно                                  | Короткометражка          | Режисер             | Українська            | Проста та життєва історія про стосунки близьких людей та проблеми із якими вони стикаються.                                                                          |
| 2016 | Чужа молитва                          | Повнометражний фільм     | Креативний продюсер | Українська            | |
| 2017 | Кіборги. Герої не вмирають            | Повнометражний фільм     | Креативний продюсер | Українська            | Український повнометражний художній фільм режисера Ахтема Сеїтаблаєва за сценарієм Наталії Ворожбит про оборону Донецького аеропорту під час війни на Донбасі.       |
| 2018 | Кіборги                               | Міні Серіал(4 серії)     | Креативний продюсер | Українська            | За мотивами повнометражного фільму режисера Ахтем Сеітаблаєва "Кіборги"                                                                                              |
| 2019 | Пекельна Хоругва, або Різдво Козацьке | Повнометражний фільм     | Креативний продюсер | Українська            | Український художній фільм-казка 2019 року. Сценарій до фільму базується на казці Сашка Лірника «Про старого козака, різдвяного чорта, чотири роги і козацький рід». |
| 2021 | Обмін                                 | Повнометражний фільм     | Креативний продюсер | Українська            | Військова драма |

Режисер наступних телепередач:
| Рік       | Програма                           | Роль           | Телеканал | Примітки                                                                                     |
| --------- | ---------------------------------- | -------------- | --------- | -------------------------------------------------------------------------------------------- |
| 1996      | Телеманія                          | Режисер        |           |                                                                                              |
| 1997–1999 | Табу                               | Режисер        | 1+1       |                                                                                              |
| 1997      | Без табу                           | Режисер, автор | 1+1       | Приз «Золота Ера» Національної телекомпанії України в номінації «найкраще ток-шоу 1997 року» |
| 1998      | Особливий Погляд                   | Режисер        | 1+1       |                                                                                              |
| 1999      | Чорним по білому                   | Режисер        | 1+1       |                                                                                              |
| 2000      | Хочу і буду                        | Режисер        | 1+1       |                                                                                              |
| 2001      | Медовий місяць                     | Режисер        | 1+1       |                                                                                              |
| 2002      | Документ                           | Режисер        | 1+1       |                                                                                              |
| 2003      | Смачна Країна                      | Режисер        | 1+1       |                                                                                              |
| 2005–2006 | Танцюю для тебе I, II              | Режисер        | 1+1       |                                                                                              |
| 2011      | БУМ “Битва Українських Міст” І, ІІ | Режисер        | Інтер     | Телетріумф                                                                                   |
| 2012      | Сімейний розмір                    | Режисер        | Інтер     |                                                                                              |
| 2012      | Розбір польотів                    | Режисер        | Інтер     |                                                                                              |
| 2013      | Великий Бокс                       | Режисер        | Інтер     | Телетріумф                                                                                   |
| 2013      | Республіка                         | Режисер        | Інтер     |                                                                                              |